# クレーマージャパン
株式会社クレーマージャパン（英称:CramerJapan）は、埼玉県熊谷市に本社を置く総合スポーツ用品メーカーである。
「クレーマー」はアメリカ本社の創立者兄弟の苗字(Cramer)である。

## 概要
アメリカのクレーマープロダクツ社の日本総代理店として誕生した会社である。独立した別企業であるため、日本独自のウェア、商品などアメリカとは異なる商品も多い。
代表取締役の外園隆はトレーナー、指導者として活動しており、2010年から大東文化大学の陸上競技部女子長距離監督を務めている。

## 沿革
- 1918年 - アメリカ・カンザス州にてクレーマー兄弟(Chuck and Frank Cramer)によりクレーマープロダクツ社が設立される（この時点では本項の企業との関連は無い。）
- 1987年 - 外園隆がクレーマープロダクツ社の日本総代理店権利を獲得
- 1991年7月 - 埼玉県にて「クレーマー・プロダクツ・ジャパン」設立
- 1991年 - 「クレーマースポーツ医科学センター（埼玉県行田市）」設立
- 1998年 - 社名を「株式会社クレーマージャパン」に改称
- 2005年 - 「クレーマースポーツ医科学センター」から「クレーマー整骨院」に改称
- 2005年 - 「トレーニングセンター（埼玉県行田市）」開設
- 2009年 - 本社社屋を埼玉県熊谷市問屋町4丁目2番2号へ移転
- 2013年 - 「トレーニングセンター」閉設
- 2013年 - 「クレーマー整骨院」から「クレーマー鍼灸整骨院」に改称
- 2015年 - 「クレーマー鍼灸整骨院」と「トレーニングセンター」を合わせた「BODY TUNING STUDIO クレーマー鍼灸整骨院（埼玉県東松山市）」開設
- 2016年 - 「クレーマー鍼灸整骨院（埼玉県行田市）」閉業。日本パラ陸上競技連盟とオフィシャルパートナー契約を結ぶ